# Lot (flod)
 For alternative betydninger, se Lot. (Se også artikler, som begynder med Lot)
Lot er en biflod til den franske flod Garonne.